# Yang Yung-Wei
Yang Yung-Wei (28 de septiembre de 1997) es un deportista taiwanés que compite en judo.
Participó en dos Juegos Olímpicos de Verano en los años 2020 y 2024, obteniendo una medalla de plata en Tokio 2020 en la categoría de –60 kg. En los Juegos Asiáticos consiguió dos medallas, en los años 2018 y 2022.
Ganó dos medallas en el Campeonato Mundial de Judo, en los años 2022 y 2024, y cinco medallas en el Campeonato Asiático de Judo entre los años 2019 y 2025.

## Palmarés internacional
| Juegos Olímpicos    | Juegos Olímpicos       | Juegos Olímpicos  | Juegos Olímpicos |
| Año                 | Lugar                  | Medalla           | Categoría        |
| ------------------- | ---------------------- | ----------------- | ---------------- |
| 2020                | Tokio (Japón)          | Medalla de plata  | –60 kg           |
| Campeonato Mundial  |                        |                   |                  |
| Año                 | Lugar                  | Medalla           | Categoría        |
| 2022                | Taskent (Uzbekistán)   | Medalla de bronce | –60 kg           |
| 2024                | Abu Dabi (EAU)         | Medalla de plata  | –60 kg           |
| Juegos Asiáticos    |                        |                   |                  |
| Año                 | Lugar                  | Medalla           | Categoría        |
| 2018                | Yakarta (Indonesia)    | Medalla de bronce | –60 kg           |
| 2022                | Hangzhou (China)       | Medalla de oro    | –60 kg           |
| Campeonato Asiático |                        |                   |                  |
| Año                 | Lugar                  | Medalla           | Categoría        |
| 2019                | Fujairah (EAU)         | Medalla de plata  | –60 kg           |
| 2021                | Biskek (Kirguistán)    | Medalla de plata  | –60 kg           |
| 2022                | Nursultán (Kazajistán) | Medalla de bronce | –60 kg           |
| 2024                | Hong Kong (China)      | Medalla de plata  | –60 kg           |
| 2025                | Bangkok (Tailandia)    | Medalla de plata  | –60 kg           |